# マリリー・ジョーンズ
マリリー・ジョーンズ（Marilee Jones、1951年6月12日 - ）は、アメリカ合衆国のマサチューセッツ工科大学の入学事務部に28年間勤務した元・事務長（女性）である。
入学事務管理で各種の賞を受賞し、テレビ・ラジオ（CBS, National Public Radio）、新聞（USA Today、New York Times、Wall Street Journal）で取り上げられた有名人だった。
2007年（55歳）、学歴詐称がバレ、辞職した。

## 学歴詐称事件
1979年（28歳）、マサチューセッツ工科大学（MIT：Massachusetts Institute of Technology）・入学事務部の一般事務員に応募した時、実際に卒業した米国・ニューヨーク州のセント・ローズ大学（en:College of Saint Rose）を記載しないで、米国・ニューヨーク州のユニオン大学とレンセラー工科大学を卒業、と履歴書に記載した。
2007年4月（55歳）、学歴詐称が発覚し、数日後、マサチューセッツ工科大学の入学事務部の事務長を辞任した。